# Trilógiák (Így jártam anyátokkal)
A Trilógiák az Így jártam anyátokkal című televízió-sorozat hetedik évadának tizenkilencedik epizódja. Eredetileg 2012. április 9-én vetítették, míg Magyarországon 2012. november 14-én.
Ebben az epizódban Barney és Quinn összeköltöznek, miközben Marshall, Ted és Barney háromévente megnézve a Star Wars-trilógiát elképzelik, milyen lesz az életük 3 évvel később.

## Cselekmény
Egy férfi a szomszédos házból távcsővel lesi Barneyt, nem érti ugyanis, miért jár ki az épület elé minden este pontosan 8 órakor, vár pár másodpercet, mosolyog, és megy fel. Mint kiderül, Barney szellenteni jár le, mert már együtt él Quinn-nel, és az ő jelenlétében nem meri megtenni. Quinn eladta az összes holmiját, mert Barney szeretné olyannak látni, amilyen előtte volt – a kávésbögréit viszont meghagyta, ami felbosszantja Barneyt. Marshall és Ted látszólag nem akarnak foglalkozni a problémájával, mígnem Ted bejelenti, hogy itt az ideje egy újabb trilógiának. Ez azt jelenti, hogy megnézik egyhuzamban az eredeti Star Wars-trilógiát. A hagyományt még 2000-ben találta ki Ted és Marshall a kollégiumban, amikor közgazdaságtanra készülés helyett inkább filmet néztek. Megfogadták, hogy ezentúl minden három évben meg fogják nézni, mert ha "nem háborúznak a csillagok legalább háromévente, akkor a sötét oldal győz". A vizsgán megbuktak, de a hagyományt betartották, és Barney is csatlakozott hozzájuk.
Minden egyes filmnézés alkalmával elképzelik, milyen lesz a jövőjük 3 évvel később. Marshall minden alkalommal bajuszos és sikeres ügyvédnek képzeli magát, aki boldog LIlyvel, aki egyfolytában terhes. Ted mindig egy R betűs lánnyal randizik, mint sikeres építész, a barátnője pedig külföldi származású. Barney pedig folyamatosan cserélgeti a nőit. Ezek közül egyedül Barneyval történik meg az, amire számít, Marshall és Ted rendre pechesebb az életben.
2012-ben Ted már úgy véli, hogy valami gond van vele, mert még mindig nem sikerült megállapodnia. Úgy vizionálja a jövőjét, hogy kopaszon és magányosan él, Marshall és Lily nagy családban élnek, Robin is összejött valakivel, de Barney legalább ugyanúgy cserélgeti a nőit. Ekkor Barney kijavítja, és közli, hogy ő már nem ezt akarja csinálni a jövőben, hanem Quinn-t akarja. Ezt felismervén hazamegy, és bocsánatot kér a bögrék miatt, majd el is szellenti magát a jelenlétében.
Marshall megnyugtatja Tedet, aki már nem hisz a jóban, hogy 3 év múlva minden szuper lesz. Jövőbeli Ted hozzáteszi, hogy valóban: akkor egyszer nem hitt benne, hogy minden jól fog alakulni, és mégis megtörtént. 2015-ben ismét együtt nézik a trilógiát, de Ted egy lányt is magával hozott: a kislányát, Pennyt.

## Kontinuitás
- 2003-ban Marshall még nem járt a jogi egyetemre. Oda csak 2005-ben vették fel.
- A 2006-os trilógianéző maraton a "Hol is tartottunk?" című epizód idején játszódik.
- Barney híres arról, hogy soha nem szeret változni vagy változtatni korábbi szokásain, és a bandát is valahogy így képzeli el. A "Beboszetesza" című epizódban ezért is esik kétségbe, amikor azt képzeli, hogy Marshall és Lily elválnak.
- Az "Ismerlek?" című részben Marshall és Ted ugyanúgy a Star Wars-t nézik.
- Lily nem vesz részt ezeken a filmmaratonokon, mert nem kedveli a Star Wars-t ("A terasz", "Duplarandi"). Ő és Marshall is saját filmnézős hagyománnyal rendelkeznek ("A kétségbeesés napja")
- A "Robin: Kezdőknek" című részben Lily elárulja, hogy Marshall nem tud bajuszt növeszteni.

## Jövőbeli visszautalások
- A "Szünet ki" című részből kiderül, hogy Robin családja is "szupergazdag", ahogy Ted elképzelte.
- Az "Örökkön örökké" című epizódban is élcelődnek azon, hogy a hangfelismerő rendszerek még 2030-ban is megbízhatatlanok.

## Érdekességek
- Az összes időpontban ugyanaz a naptár lóg a falon.
- Ted ujján gyűrű látható a 2015-ös jelenetben, holott csak 2020-ban nősült meg.

## Vendégszereplők
- Becki Newton – Quinn
- Michael Gladis – Chester
- Gregory Michael – Trey, a "kamionsapis köcsög"
- Meghan Maureen McDonough – Veronica

## Zene
- John Powell – Victory Quest